# Leucopogon infuscatus
Leucopogon infuscatus är en ljungväxtart som beskrevs av Arne Strid 1986. Leucopogon infuscatus ingår i släktet Leucopogon och familjen ljungväxter. Inga underarter finns listade i Catalogue of Life.